# Henry Herbert, III conte di Carnarvon
Henry John George Herbert, III conte di Carnarvon (Londra, 8 giugno 1800 – Pusey, 10 dicembre 1849), è stato un nobile e politico inglese.

## Biografia

### Infanzia
Era il figlio maggiore di Henry Herbert, II conte di Carnarvon, e di sua moglie Elizabeth Acland Kitty, figlia di John Dyke Acland. Studiò a Eton e Christ Church di Oxford.

### Carriera politica
Nel 1831 venne eletto alla Camera dei Comuni per Wootton Bassett per il partito Tory, posto che ha mantenuto fino l'anno successivo quando il collegio elettorale è stato abolito dalla Reform Act 1832.
Nel 1833 successe al padre nel contea ed è entrato nella Camera dei lord. Egli è stato eletto Fellow della Royal Society nel 1841.
Riprogettò Highclere Castle.

### Matrimonio
Sposò, il 4 agosto 1830, Anna Henrietta Howard, figlia di Henry Thomas Howard-Molyneux-Howard e di Elizabeth Long. Ebbero tre figli.

### Morte
Morì a Pusey, Oxfordshire, nel dicembre 1849, a 49 anni.

## Discendenza
Henry Herbert e Anna Henrietta Howard ebbero tre figli:
- Lady Eveline Alicia Juliana Herbert (?-1906), sposò Isaac Wallop, V conte di Portsmouth, ebbero un figlio;
- Henry Herbert, IV conte di Carnarvon (1831-1890);
- Auberon Edward William Molyneux Herbert (1838-1906), sposò Lady Florence Cowper, ebbero due figli.

## Ascendenza
|                                       |                                   |                                              | Genitori                              |  |  | Nonni |  |  | Bisnonni        |  |  | Trisnonni                              |  |
|                                       |                                   |                                              |                                       |  |  |       |  |  | William Herbert |  |  | Thomas Herbert, VIII conte di Pembroke |  |
|                                       |                                   |                                              |                                       |  |  |       |  |  | William Herbert |  |  | Thomas Herbert, VIII conte di Pembroke |  |
|                                       |                                   | Margaret Sawyer                              |                                       |  |  |       |  |  | William Herbert |  |  |                                        |  |
| Henry Herbert, I conte di Carnarvon   |                                   |                                              |                                       |  |  |       |  |  | William Herbert |  |  |                                        |  |
|                                       |                                   | Catherine Elizabeth Tewes                    | …                                     |  |  |       |  |  |                 |  |  |                                        |  |
|                                       |                                   | Catherine Elizabeth Tewes                    | …                                     |  |  |       |  |  |                 |  |  |                                        |  |
|                                       |                                   | Catherine Elizabeth Tewes                    | …                                     |  |  |       |  |  |                 |  |  |                                        |  |
| Henry Herbert, II conte di Carnarvon  |                                   | Catherine Elizabeth Tewes                    |                                       |  |  |       |  |  |                 |  |  |                                        |  |
|                                       |                                   | Charles Wyndham, II conte di Egremont        | William Wyndham, III baronetto        |  |  |       |  |  |                 |  |  |                                        |  |
|                                       |                                   | Charles Wyndham, II conte di Egremont        | William Wyndham, III baronetto        |  |  |       |  |  |                 |  |  |                                        |  |
|                                       |                                   | Charles Wyndham, II conte di Egremont        | Catherine Seymour                     |  |  |       |  |  |                 |  |  |                                        |  |
| Elizabeth Wyndham                     |                                   | Charles Wyndham, II conte di Egremont        |                                       |  |  |       |  |  |                 |  |  |                                        |  |
|                                       |                                   | Alicia Carpenter                             | George Carpenter, II barone Carpenter |  |  |       |  |  |                 |  |  |                                        |  |
|                                       |                                   | Alicia Carpenter                             | George Carpenter, II barone Carpenter |  |  |       |  |  |                 |  |  |                                        |  |
|                                       |                                   | Alicia Carpenter                             | Elizabeth Petty                       |  |  |       |  |  |                 |  |  |                                        |  |
| Henry Herbert, III conte di Carnarvon |                                   | Alicia Carpenter                             |                                       |  |  |       |  |  |                 |  |  |                                        |  |
|                                       | Thomas Dyke Acland, VII baronetto | Hugh Acland, VI baronetto                    |                                       |  |  |       |  |  |                 |  |  |                                        |  |
|                                       | Thomas Dyke Acland, VII baronetto | Hugh Acland, VI baronetto                    |                                       |  |  |       |  |  |                 |  |  |                                        |  |
|                                       | Thomas Dyke Acland, VII baronetto | Cicely Wrothe                                |                                       |  |  |       |  |  |                 |  |  |                                        |  |
| John Dyke Acland                      | Thomas Dyke Acland, VII baronetto |                                              |                                       |  |  |       |  |  |                 |  |  |                                        |  |
|                                       |                                   | Elizabeth Dyke                               | Thomas Dyke                           |  |  |       |  |  |                 |  |  |                                        |  |
|                                       |                                   | Elizabeth Dyke                               | Thomas Dyke                           |  |  |       |  |  |                 |  |  |                                        |  |
|                                       |                                   | Elizabeth Dyke                               | …                                     |  |  |       |  |  |                 |  |  |                                        |  |
| Elizabeth Kitty Acland                |                                   | Elizabeth Dyke                               |                                       |  |  |       |  |  |                 |  |  |                                        |  |
|                                       |                                   | Stephen Fox-Strangways, I conte di Ilchester | Stephen Fox                           |  |  |       |  |  |                 |  |  |                                        |  |
|                                       |                                   | Stephen Fox-Strangways, I conte di Ilchester | Stephen Fox                           |  |  |       |  |  |                 |  |  |                                        |  |
|                                       |                                   | Stephen Fox-Strangways, I conte di Ilchester | Christiana Hope                       |  |  |       |  |  |                 |  |  |                                        |  |
| Harriet Fox-Strangways                |                                   | Stephen Fox-Strangways, I conte di Ilchester |                                       |  |  |       |  |  |                 |  |  |                                        |  |
|                                       |                                   | Elizabeth Horner                             | Thomas Horner                         |  |  |       |  |  |                 |  |  |                                        |  |
|                                       |                                   | Elizabeth Horner                             | Thomas Horner                         |  |  |       |  |  |                 |  |  |                                        |  |
|                                       |                                   | Elizabeth Horner                             | Susannah Strangways                   |  |  |       |  |  |                 |  |  |                                        |  |
|                                       |                                   | Elizabeth Horner                             |                                       |  |  |       |  |  |                 |  |  |                                        |  |